# 세트리모늄
세트리모늄(Cetrimonium)은 소독제로 사용되는 4차 암모늄 이온이다. 세트리모늄의 ATC 코드는 D08AJ02 (피부 소독제), R02AA17 (인후 소독제)이다.

## 종류
- 브로민화 세트리모늄(Cetrimonium bromide)
- 염화 세트리모늄(Cetrimonium chloride)